# Наташа Живковић
Наташа Живковић (Књажевац, 1969) јесте српска и југословенска певачица.

## Биографија
Била је трећа певачица групе Зана, која је дошла уместо Наташе Гајовић. Зана је са Наташом Живковић као певачицом објавила албум Рукују се, рукују. Истоимена песма била је и највећи хит са тог албума.
Групу је напустила 1990. године. На њено место дошла је данашња певачица Зане, Јелена Живановић.

## Дискографија
- Миш Дискотон, (1989)
- Рукују се, рукују (1989)